# Daylight (David Kushner)
Daylight is een nummer van de Amerikaanse singer-songwriter David Kushner uit 2023.
"Daylight" is geïnspireerd door de leringen van de apostel Paulus en Bijbelse toespelingen die Kushner als kind inspirerend vond. Muziekcritici vergeleken het nummer met het werk van Bon Iver en Hozier. Kushner voelde zich vereerd door deze vergelijking, aangezien hij graag met Hozier had willen samenwerken op dit nummer, maar daar niet in slaagde. Wel kreeg hij Hoziers producer Rob Kirwan zover het nummer te produceren. Volgens Kushner gaat de plaat over het contrast tussen licht en donker, de goede en slechte dingen in het leven, en je best doen om de goede weg te vinden in dit leven. Het nummer werd wereldwijd een grote hit, mede doordat het enorme populariteit genoot op TikTok. Hoewel het een bescheiden 47e positie bereikte in de Billboard Hot 100, werd het in de meeste Europese landen een top 10-hit. In de Nederlandse Top 40 kwam het tot de 7e positie, en in de Vlaamse Ultratop 50 tot de 2e.

## Hitlijsten

### Ultratop 50 Vlaanderen
| Positie: | 28 | 2  | 2  | 2   | 4  | 4  | 2  | 2  | 2  | 2  | 2  | 2  | 7  | 7  | 8  |
| Week:    | 16 | 17 | 18 | 19  | 20 | 21 | 22 | 23 | 24 | 25 | 26 | 27 | 28 | 29 | 30 |
| Positie: | 6  | 4  | 4  | 4   | 4  | 5  | 5  | 6  | 6  | 12 | 16 | 20 | 20 | 19 | 24 |
| Week:    | 31 | 32 | 33 | 34  | 35 | 36 | 37 | 38 | 39 | 40 | 41 | 42 | 43 | 44 | 45 |
| Positie: | 20 | 27 | 29 | 19  | 23 | 22 | 38 | 17 | 15 | 24 | 29 | 28 | 31 | 41 | 40 |
| Week:    | 46 | 47 | 48 |     |    |    |    |    |    |    |    |    |    |    |    |
| Positie: | 42 | 42 | 47 | uit |    |    |    |    |    |    |    |    |    |    |    |